# Euproctinus
Euproctinus is een geslacht van kevers uit de familie van de loopkevers (Carabidae). De wetenschappelijke naam van het geslacht is voor het eerst geldig gepubliceerd in 1927 door Leng and Mutchler.

## Soorten
Het geslacht Euproctinus omvat de volgende soorten:
- Euproctinus abjectus (Bates, 1883)
- Euproctinus balli Shpeley, 1986
- Euproctinus columbianus Shpeley, 1986
- Euproctinus deliciolus (Bates, 1883)
- Euproctinus fasciatus (Solier, 1849)
- Euproctinus howdeni Shpeley, 1986
- Euproctinus nigrotibialis Shpeley, 1986
- Euproctinus ornatellus (Bates, 1883)
- Euproctinus pallidus Shpeley, 1986
- Euproctinus panamensis Shpeley, 1986
- Euproctinus putzeysi (Chaudoir, 1872)
- Euproctinus quadriplagiatus (Reiche, 1842)
- Euproctinus quadrivittis (Chaudoir, 1872)
- Euproctinus sigillatus (Bates, 1883)
- Euproctinus subdeletus (Bates, 1883)
- Euproctinus trivittatus (LeConte, 1878)